# 巴西科
巴西科（義大利語：Basicò），是意大利西西里大区墨西拿廣域市的一个市镇。总面积11平方公里，人口659人，人口密度59.9人/平方公里（2009年）。ISTAT代码为083006。